# Pennella hawaiiensis
Pennella hawaiiensis är en kräftdjursart som beskrevs av Kazachenko och Evgenii Nikolaievich Kurochkin 1974. Pennella hawaiiensis ingår i släktet Pennella och familjen Pennellidae. Inga underarter finns listade i Catalogue of Life.